# West Dean (West Sussex)
West Dean – wieś w Anglii, w hrabstwie West Sussex, w dystrykcie Chichester. Leży 8 km na północ od miasta Chichester i 81 km na południowy zachód od Londynu. W 2001 miejscowość liczyła 425 mieszkańców.